# یوتوپیا (توزیع‌کننده)
یوتوپیا (به انگلیسی: Utopia) یک شرکت تولید، توزیع و فروش فیلم آمریکایی است که در سال ۲۰۱۸ توسط رابرت کوپولا شوارتزمن و کول هارپر تأسیس شد. این کمپانی بیشتر برای اکران فیلم‌های میکی و خرس (۲۰۱۹)، دماغ خونی، جیب‌های خالی (۲۰۲۰)، شیوا بیبی (۲۰۲۱) و عنکبوت مقدس (۲۰۲۲) شناخته شده‌است.

## تولید
در فوریه ۲۰۱۹، اعلام شد که رابرت شوارتزمن و کول هارپر، یک شرکت تولید، توزیع و فروش فیلم را با نام یوتوپیا راه‌اندازی کرده‌اند. اولین انتشارهای این این شرکت فیدلین به کارگردانی جولی سیمون، دارما آمریکایی به کارگردانی ارول موریس، و میکی و خرس به کارگردانی آنابل آتاناسیو، در نوامبر ۲۰۱۹ بودند. این شرکت همچنین فروش بین‌المللی شمشیر اعتماد به کارگردانی لین شلتون را انجام داد.
این شرکت در سپتامبر ۲۰۲۰ آلتاوود را راه‌اندازی کرد و به توزیع‌کنندگان و فیلم‌سازان کنترل کامل پروژه‌های سینمایی‌شان را داد که ۹۱ درصد فروش مستقیماً به فیلمسازان می‌رود. در نوامبر ۲۰۲۰، یوتوپیا اوریجینالز راه‌اندازی شد که علاوه بر فیلم، فروش پروژه‌های تلویزیونی را نیز بر عهده گرفت.

## فیلم‌شناسی

### دهه ۲۰۱۰
| تاریخ انتشار   | عنوان           | عنوان اصلی          |
| -------------- | --------------- | ------------------- |
| ۲۷ اوت ۲۰۱۹    | فیدلین          | Fiddlin             |
| ۱ نوامبر ۲۰۱۹  | دارمای آمریکایی | American Dharma     |
| ۱۵ نوامبر ۲۰۱۹ | میکی و خرس      | Mickey and the Bear |

### دهه ۲۰۲۰
| تاریخ انتشار    | عنوان                           | عنوان اصلی                          |
| --------------- | ------------------------------- | ----------------------------------- |
| ۱ ژوئیه ۲۰۲۰    | سوزی کیو                        | Suzy Q                              |
| ۱۰ ژوئیه ۲۰۲۰   | بینی خونی، جیب‌های خالی          | Bloody Nose, Empty Pockets          |
| ۱۵ سپتامبر ۲۰۲۰ | خانه کاردین                     | House of Cardin                     |
| ۲۱ سپتامبر ۲۰۲۰ | نقطه عطف                        | Turning Point                       |
| ۴ دسامبر ۲۰۲۰   | قول کوچک                        | Minor Premise                       |
| ۲۲ دسامبر ۲۰۲۰  | داستان ایموجی                   | The Emoji Story                     |
| ۱۲ فوریه ۲۰۲۱   | کرستون                          | Crestone                            |
| ۱۶ مارس ۲۰۲۱    | مارتا: یک داستان تصویری         | Martha: A Picture Story             |
| ۲ آوریل ۲۰۲۱    | شیوا بیبی                       | Shiva Baby                          |
| ۳۰ آوریل ۲۰۲۱   | بازوی طلایی                     | Golden Arm                          |
| ۳۰ آوریل ۲۰۲۱   | دوپ مرگ است                     | Dope is Death                       |
| ۱۰ اوت ۲۰۲۱     | ماترنا                          | Materna                             |
| ۲۴ سپتامبر ۲۰۲۱ | سیاره                           | El Planeta                          |
| ۲۴ دسامبر ۲۰۲۱  | ترسناک شصت و یکم                | The Scary of Sixty-First            |
| ۲۲ آوریل ۲۰۲۲   | ما همه به نمایشگاه جهانی می‌رویم | We're All Going to the World's Fair |
| ۲۹ آوریل ۲۰۲۲   | گرداب                           | Vortex                              |
| ۲۹ ژوئیه ۲۰۲۲   | استیک تیز                       | Sharp Stick                         |
| ۱۶ دسامبر ۲۰۲۲  | عنکبوت مقدس                     | عنکبوت مقدس                         |